# Jully-lès-Buxy
Jully-lès-Buxy – miejscowość i gmina we Francji, w regionie Burgundia-Franche-Comté, w departamencie Saona i Loara.
Według danych na rok 1990 gminę zamieszkiwały 283 osoby, a gęstość zaludnienia wynosiła 17 osób/km² (wśród 2044 gmin Burgundii Jully-lès-Buxy plasuje się na 630. miejscu pod względem liczby ludności, natomiast pod względem powierzchni na miejscu 567.).